# ایستگاه متروی فولام برادوی
ایستگاه متروی فولام برادوی (انگلیسی: Fulham Broadway tube station) یکی از ایستگاه‌های خط ناحیه متروی لندن است.
این ایستگاه که در منطقه همرسمیت و فولام لندن قرار دارد در سال ۱۸۸۰ میلادی تأسیس شده است.

## نگارخانه

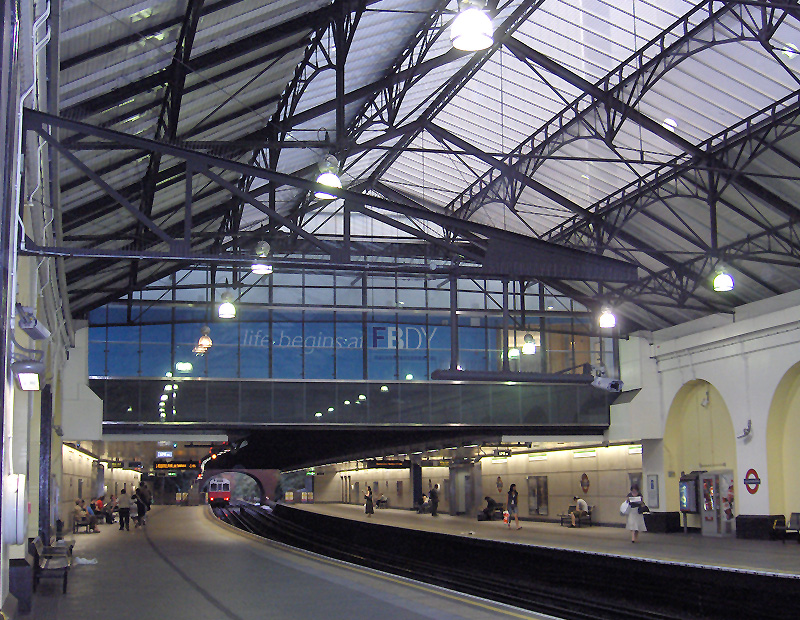
Fulham Broadway underground station platforms looking north (September 2006)
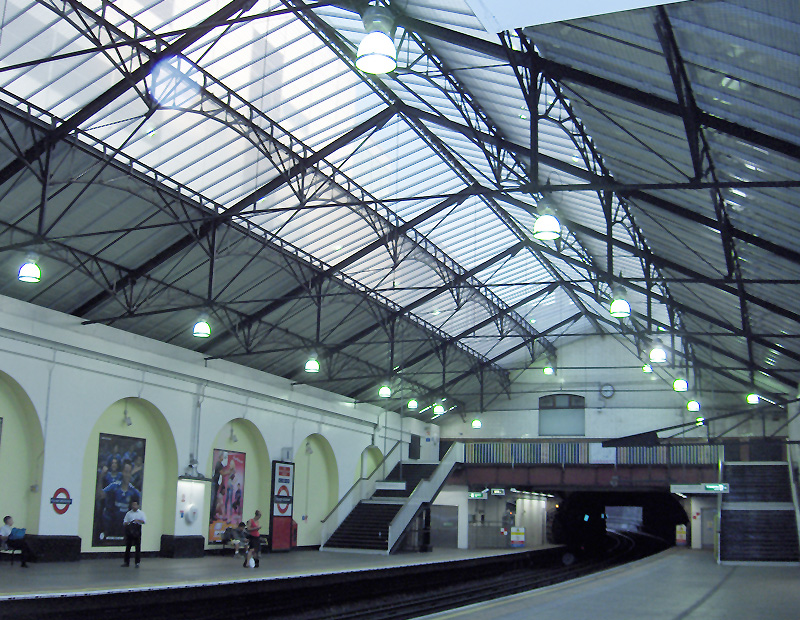
Fulham Broadway underground station platforms looking south (September 2006)